# Гофры (архитектура)
Гофры — своеобразная форма древней архитектуры Средней Азии. Вертикально выступающие рельефные элементы, которые обычно имели форму массивных, приставленных один к другому полу-цилиндров. В древности гофры применялись при оформлении фасадов монументальных зданий, сооружённых из кирпича-сырца и пахсы; художественный приём встречающийся в средневековых монументальных зданиях Средней Азии, Ирана, Малой Азии и Индии.
Кроме цилиндрических выступов, встречаются и угловые и других, более «причудливых форм», но полу-круглые количественно преобладают.

## История
Гофрами оформлялись фасады крепостей, замков и цитаделей в различных областях Средней Азии с очень раннего времени: в Хорезме и Бактрии известны гофрированные крепости античной эпохи, некоторые из них датируются II—I веками до н. э. В пред-исламскую эпоху «гофрированные» замки и цитадели строились в Хорезме (здесь их сохранилось особенно много), в оазисах Мерва и Бухары и в некоторых других местах. Среди построек этого времени в Иране и Афганистане гофрированные здания не встречаются, — они появились там много позже и даже тогда не получили широкого распространения.
Как многие другие архитектурные формы, «гофрировка» стен со временем потеряла свой прикладной защитный смысл и трансформировалась в чисто художественный приём. В этом качестве гофры получили употребление и во внутренней архитектуре, а позже, в X—XII веках сильная пластика гофрированных стен стала украшением гражданских зданий, мавзолеев и минаретов в Средней Азии, Иране, Малой Азии и даже Индии.